# هشدار: اجرا نکن
هشدار: اجرا نکن (انگلیسی: Warning: Do Not Play; کره‌ای: 암전) یک فیلم ترسناک معمایی با بازی سو یه جی و جین سون کیو است.

## بازیگران
- سو یه جی در نقش پارک می جونگ
- جین سون کیو در نقش کیم جه هیون
- کیم بو را در نقش کیم جی سو[۳]
- چا یوم در نقش چا کوانگ به
- جی یون هو در نقش کیم جون سو
- جو جه یونگ در نقش جو یونگ مین
- سو سوک کیو در نقش کانگ
- کیم جه این در نقش بازیگر می جونگ
- یون جونگ رو در نقش تهیه‌کننده شرکت فیلم
- کیم می کیونگ در نقش پروفسور در دپارتمان فیلم (حضور افتخاری)
- نام ته بو در نقش رستوران صدف کبابی سونگ ته
- شین سول یی در نقش تماشاچی
- چا وو جین در نقش دانشجوی پسر